# Werner Pietrczak

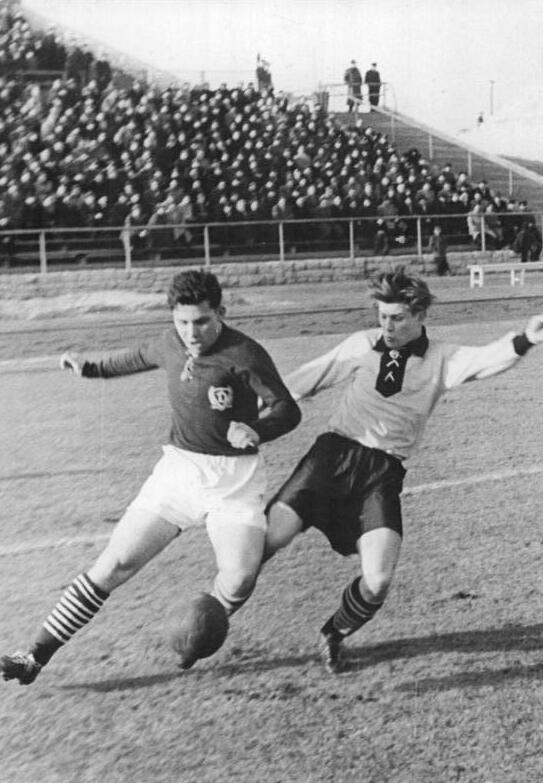
Werner Pietrczak (rechts) im Jahr 1956

Werner Pietrczak (* 18. Januar 1930) ist ein ehemaliger deutscher Fußballspieler, der in den 1950er-Jahren für Brieske-Senftenberg in der DDR-Oberliga, der höchsten Liga im DDR-Fußball, spielte. 

## Sportliche Laufbahn
Nachdem der 19-jährige Werner Pietrczak zuvor im Nachwuchs der Betriebssportgemeinschaft (BSG) „Franz Mehring“ im Senftenberger Ortsteil Marga gespielt hatte, bestritt er in der Saison 1949/50 seine ersten drei Punktspiele in der Männermannschaft. Diese gehörte zum Teilnehmerfeld der Fußball-Liga des ostdeutschen  Sportausschusses (DS-Liga), die als höchste Spielklasse der Sowjetischen Besatzungszone in ihre erste Spielzeit ging. Trainer Hermann Fischer setzte Pietrczack vom 12. bis 14. Spieltag als Mittelstürmer ein. 
Zur Saison 1950/51 wurde die DS-Liga in DDR-Oberliga umbenannt, und die Mannschaft aus Marga trat als BSG Aktivist Brieske-Ost an. Pietrczak hatte einen guten Start, er absolvierte in der Hinrunde 13 von 18 Oberligaspielen und erzielte dabei vier Tore. In der Rückrunde kam er jedoch nur noch fünfmal zum Einsatz, schoss aber noch drei weitere Tore. Auch in den beiden folgenden Spielzeiten 1951/52 und 1952/53 hatte er immer wieder Ausfälle zu verzeichnen, sodass er von den insgesamt 68 Oberligaspielen dieses Zeitraums nur 48 Partien bestreiten konnte. Mit sechs bzw. vier Toren zählte Pietrczak aber weiterhin zu den Briesker Torschützen. Am stabilsten spielte er 1953/54, als er bei 28 ausgetragenen Oberligaspielen nur viermal fehlte und seine Torquote um weitere sechs Treffer erhöhte. Es folgte mit der Spielzeit 1954/55, in deren Verlauf die BSG zum Sportclub Aktivist Brieske-Senftenberg aufgewertet wurde, erneut eine für Pietrczak unerfreuliche Saison, in der er bei 26 Oberligaspielen neunmal fehlte mit nur zwei Toren die schlechteste Ausbeute seiner bisherigen Oberligalaufbahn erzielte. 
Danach platzte jedoch bei Pietrczak der Knoten. Als im Herbst 1955 eine Übergangsrunde zur Einführung der Kalenderjahrsaison nach sowjetischem Vorbild ausgetragen wurde, war er in allen 13 Spielen dabei und wurde mit seinen fünf Treffern zum Torschützenkönig seiner Mannschaft. Als der SC Aktivist 1956 überraschend Zweiter der Oberliga wurde, trug Pietrczak mit 24 Einsätzen bei 26 Punktspielen und sechs Toren zu diesem Erfolg bei. Auch 1957 fehlte er in der Oberliga nur zweimal, er kam aber nur zu zwei Toren und stand auch nur 16-mal in der Startelf. Sechsmal wurde er vorzeitig ausgewechselt. 1958 kam Pietrczaks Karriere-Ende. Der 28-Jährige kam bei 26 Oberligaspielen nur noch zu sechzehn Einsätzen, von denen er lediglich sieben über die volle Spieldauer absolvierte. Nach seiner zehnten Spielzeit in der DSL-Liga und DDR-Oberliga war er auf 187 Einsätze gekommen, in denen er überwiegend als Rechtsaußenstürmer aufgeboten wurde und 39 Punktspieltore erzielte.
Ab 1959 spielte Pietrczak als Freizeitfußballer mit der wiedererstandenen BSG Aktivist Brieske-Ost in der fünftklassigen Bezirksklasse. Als Übungsleiter trat er 1978/79 in der drittklassigen Bezirksliga bei der TSG Tettau auf, die er vergeblich vor dem Abstieg zu retten versuchte. 